# Hypobletus leleupi
Hypobletus leleupi är en skalbaggsart som först beskrevs av Thérond 1965.  Hypobletus leleupi ingår i släktet Hypobletus och familjen stumpbaggar. Inga underarter finns listade i Catalogue of Life.